# 젠틀맨

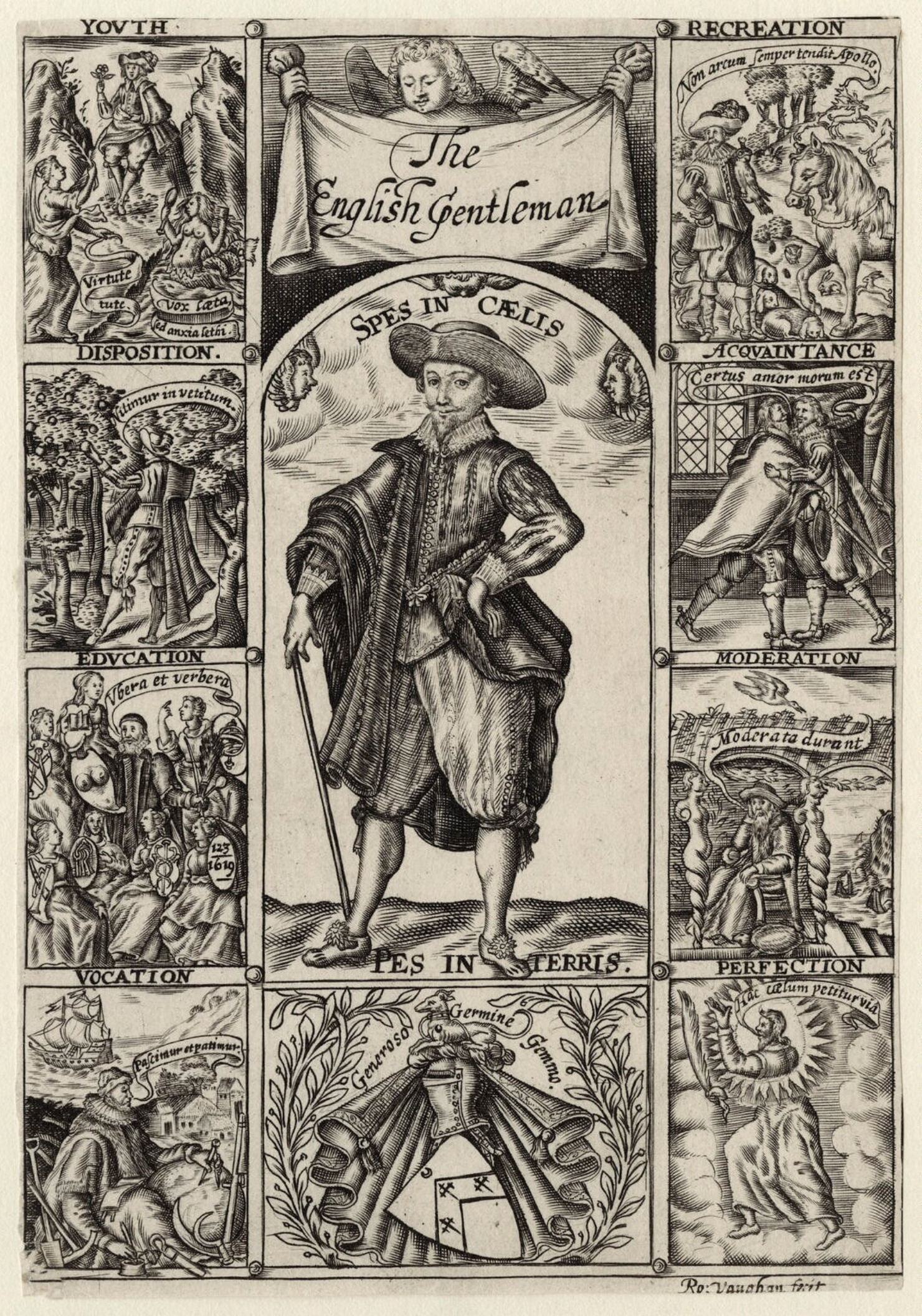
리치드 브랫스윗의 영국신사 (1930년)

젠틀맨(gentleman)이라는 용어는 원래 엄격한 의미로는 향사(에스콰이어, esquire) 아래에, 요먼(yeoman, 자영농, 중산층)의 위에 있는 잉글랜드의 유산 계급(젠트리)을 의미하는 말이었다.
정의상 그레이트브리튼 귀족은 1707년 연합법이 성립된 후부터 1800년 연합법이 제정될 때 사이의 그레이트 브리튼 왕국의 귀족을 총칭하는 말이다. 이 젠틀맨이라는 카테고리는 영국 귀족의 아들의 아들까지, 그리고 준남작의 아들까지(1611년 제정 이후), 세습이 되는 기사(knight) 그리고 향사(esquire)까지를 포함하고 있다. 그리하여 이 용어는 잉글랜드 귀족 구성원(귀족과 젠트리)과 공유하는 젠트리 계층(향사를 종종 포함)의 모든 사람을 가리키게 되었다. 이런 의미에서 이 용어는 프랑스어의 ‘귀족’이라는 의미의 ‘장띨옴므’(gentilhomme)라는 것과 유사하며, 이것은 이후 잉글랜드에서 귀족이라는 말로 오랫동안 한정되었다. 이런 맥락에서 젠틀맨의 범주가 동시대 프랑스의 ‘노블레스’(noblesse)와 상응한다고 볼 수 있다고 모리스 킨이 지적하고 있다.(Origins of the English Gentleman, 2002, p. 9)
존 셀든은 1614년 명예 타이틀(Titles of Honour)에서 젠틀맨(gentleman)을 거론하며, "우리 잉글랜드 사람은 그것을 ‘노빌리스’(nobilis)(지위나 개인적인 질을 뜻하는 noble의 애매모호한 말로)와 바꿔서 사용하기 한다." 그리고 이것은 여러 유럽의 국가에서 귀족제도의 형식과 관련되어 설명되기도 한다.
현대 화법에서 그 ‘젠틀맨’이라는 용어는 보통 선하고, 예절이 밝은 사람 또는 심지어 모든 성인 남성(성별로 분리된 편의시설, 또는 다른 사람을 거론할 때 화자가 예의로서 하는 말의 상징으로)에게로 대중화되었다.

## 유교문화권에서 젠틀맨
극동에서 젠틀맨과 유사한 개념은 유교 원리에 기반을 두고 있다. ‘군자’(君子)라는 용어는 전통적인 유교에서 중요한 용어였다. 글자 그대로 ‘통치자의 아들’, 또는 ‘왕자’, ‘고귀한 사람’, 젠틀맨의 이상인 ‘적절한 사람’, ‘모범적인 사람’, ‘완벽한 남성’으로서의 군자는 유교 사회에서 모든 사람들이 추구해야 할 이상이었다. ‘완벽한 사람’(全人)을 간단하게 설명하는 이 말은 ‘성인’, ‘학자’, ‘젠틀맨’의 개념이 결합된 것이었다.(현대 사회에서 남성 본위적 사고는 약화되었지만, 동일한 용어가 아직도 사용된다. 세습되는 엘리트 계층은 그러한 개념과 맞물려 젠틀맨은 사회의 나머지 계층에게 도덕적인 지표가 되도록 다음과 같은 행동 양식을 하도록 기대를 받고 있었다.
- 스스로를 도덕적으로 가꾼다.
- 올바른 의식 행위에 참가한다.
- 자신의 부모와 국가에 효와 충을 다한다.
- 인덕을 배양한다.

군자의 반대 개념으로 ‘소인’(小人)이 있으며, 글자 그대로 ‘작은 사람’ 또는 ‘옹졸한 사람’이라는 의미이다. 영어의 small과 같이 이 단어는 중국에서 ‘옹졸한’, ‘속이 좁은’, ‘자기 중심적인’, ‘탐욕스런’, ‘피상적인’, ‘물질적인’ 사람이라는 의미였다.

### 현대
현대의 유교문화권인 중국, 일본, 한국에서는 이 ‘젠틀맨’이라는 말을 ‘신사’라고 번역해서 사용하고 있다.
일본어의 ‘신사’(紳士)는 ‘신신 선비’(縉紳の士)에서 유래하였다. 소쿠타이 범위의 고귀한 인물이라는 의미이다. 현대어에서는 영어의 젠틀맨 gentleman의 번역어로서 레이디(lady)의 대어로 상류 사회와 지위, 재산이 있는 남자를 말하며, 심지어는 지성과 교양이 풍부하고, 예절과 신의를 분별할 수 있는 남성의 일반 명칭이 되었다.
또한 메이지 33년 (서기 1900년)에 일본의 소설가이자 영문학자인 나쓰메 소세키(夏目漱石)가 영어 단어 gentleman을 일본어 번역하는 과정에서 사용되고 있음을 확인할 수 있다.
| “ | 영국에서 사무라이라는 말은 아니지만, ‘신사’라는 말이 있고, 그 신사는 어떠한 의미를 가지고 있는 지, 어떻게 일반인이 ... 일본의 신사가 덕육(德育)과 체육(體育), 미육(美育)적 측면에서 매우 부족하다는 것이 마음에 걸린다. | ” |
|   | — 나쓰메 소세키, 〈런던소식〉, 메이지 33년경 |   |

중국에서는 원래 ‘신사’(紳士 또는 士紳 또는 진사)라는 용어가 중국의 명나라와 청나라 시기에 사회의 지배층을 담당했던 사회 계층을 일컫는 말로, 이전 시기의 호족이나 귀족, 사대부와는 다른 성격을 갖는다. 첫째, 범위가 명확하다. 호족의 경우 중소지주, 사대부의 경우 독서인으로 정의되지만, 대지주의 성격을 가지거나, 관료거나, 독서인이거나 등 그 범위와 한계는 명확하지 않으며 종종 다른 성격의 집단과 겹치는 경우가 있었다. 그러나 현대어에서는 젠틀맨의 번역어로 사용을 한다.
한국에서는 메이지 시대 일본에서 ‘신사’(紳士)로 번역돼 사용되던 것이 구한말 우리나라에 들어온 말이다. 이미 일제강점기인 1920년 9월 12일자 동아일보 4면 논단 〈녀학생문뎨〉(여학생문제)를 보면 다음과 같은 구절이 등장한다.
| “ | 장안길에 빠고다 공원 문 압에 섯스니 그 동탕한 얼골과 화려한 의복과 찬란한 장식이 이 엇지 "젠틀맨"이 아닌가? | ” |

이 시기에 ‘신사’라는 말과 ‘젠틀맨’이라는 말이 동일화된 직접적인 증거가 같은 해 동아일보 1920년 5월 31일자 사설 〈상계에 고하노라〉를 보면 확연히 두 단어가 동일했음을 알 수 있다.
| “ | 즉 그 인격을 표준할 것이오. 그 직업을 표준할 것이 아니라 이를 외국례에 관찰할진대, 영국서는 사회의 존귀하는 바오 즉 졘틀맨(신사 紳士)이오. 그가 정치가나 관리나 농부나 상인냐는 감히 問치 아니하나니 이 사리에 당연한 비이어날 조선재래의 풍습은 이와 반대로 일계급을 작한 士를 존숭하야 관존민비의 惡風이 도도하며 사회의 물질적 생활방면... | ” |
|   | — 동아일보, 1920년 5월 31일 사설 |   |

## 실례

### 비글호의 두 번째 항해
비글호의 선장인 로버트 피츠로이는 스트레스가 많은 고독한 함장의 입장과 전 함장이자 삼촌이었던 스톡스 카스루리 자작이 (오랜 항해로 인한 우울증으로) 자살한 것을 매우 걱정하고 있었다. 그래서 1831년에 뷰포트에게 가서 항해를 같이 할 적절한 ‘젠틀맨’(gentlman) 동료를 찾아달라고 요청했다. 그 동료는 과학적인 관심을 공유하고, 자연 탐사 연구 기회를 살릴 수 있어야 하며, 함장과 동등한 입장에서 함께 식사를 하고, 정상적인 사교를 제공할 수 있는 인물이어야 했다. 그 인물은 결국 찰스 다윈으로 정해졌다. 이후 《종의 기원》(The Origin of Species)이 출판되었을 때, 피츠로이는 당황했고, 《진화론》의 발전에 자신이 기여한 역할을 생각하고 죄책감에 빠지게 된다.

### 오만과 편견
제인 오스틴의 소설, 《오만과 편견》은 1800년 전후 유럽의 시골 젠트리 사회를 그렸다. 당시의 영국의 권력 계급은 귀족원에 의석을 가지고 있는 작위를 가진 귀족과 그 이외에 유산층(젠트리)로 나눠졌지만, 젠트리 계급도 역사적 혈통, 친족의 질, 재산 등을 심하게 따지고 있었다. 이 소설의 주인공들 역시 젠트리의 딸들이다.